# Новониколаевка (Красноперекопский район)
Новоникола́евка (укр. Новомиколаївка, крымскотат. Novonikolayevka, Новониколаевка) — село в Красноперекопском районе Автономной Республики Крым, входит в состав Орловского сельского поселения (согласно административно-территориальному делению Украины — Орловского сельского совета Автономной Республики Крым).

## Население
| 2001 | 2014 |
| ---- | ---- |
| 567  | ↘432 |

Всеукраинская перепись 2001 года показала следующее распределение по носителям языка
| Язык             | Процент |
| ---------------- | ------- |
| русский          | 44.8    |
| крымскотатарский | 31.22   |
| украинский       | 23.63   |
| другие           | 0.18    |

### Динамика численности
| - 1864 год — 90 чел. - 1889 год — 184 чел. - 1892 год — 117 чел. - 1900 год — 162 чел. - 1915 год — 280/40 чел. | - 1926 год — 310 чел. - 1989 год — 616 чел. - 2001 год — 567 чел. - 2009 год — 526 чел. - 2014 год — 432 чел. |

## Современное состояние
На 2017 год в Новониколаевке числится 3 улицы; на 2009 год, по данным сельсовета, село занимало площадь 1,1 тыс. гектаров, на которой в 196 дворах проживало 526 человек. В селе действуют библиотека, сельский клуб, фельдшерско-акушерский пункт. Село газифицировано, Новониколаевка связана автобусным сообщением с райцентром, городами Крыма и соседними населёнными пунктами.

## География
Новониколаевка расположена на юго-востоке района, по правому берегу реки Чатырлык, высота центра села над уровнем моря — 9 м. Ближайшие сёла: Орловское в 1,5 км на юг, Воинка примерно в 8 километрах на северо-восток (там же ближайшая железнодорожная станция — Воинка (на линии Джанкой — Армянск), Братское в 2,5 км на запад и Долинка в 2,5 км на северо-запад. Расстояние до райцентра — около 26 километров (по шоссе). Транспортное сообщение осуществляется по региональной автодороге 35Н-273 Знаменка — Долинка — Воинка (по украинской классификации — С-0-10702).

## История
В «Описании Таврической епархии» 1872 года М.Родионова утверждается, что Новониколаевка была основана на месте старинного татарского селения Джанлар, опустевшего после выезда ногаев в 1860-х годах. Однако, по доступным историческим документам, деревня Джанлар — это другое поселение, существовавшее некоторое время одновременно с Новониколаевкой.
Согласно «Списку населённых мест Таврической губернии по сведениям 1864 года», составленном по результатам VIII ревизии 1864 года, Николаевка (Джан-Лар) — колония болгар и греков из Анатолии, находящаяся в ведомстве Попечительского комитета, с 16 дворами, 90 жителями и обывательской почтовой станцией при балке безъименной, а на трёхверстовой карте 1865—1876 года Николаевка ещё не обозначена. По «Памятной книге Таврической губернии 1889 года», по результатам Х ревизии 1887 года, в деревне Ново-Николаевка Ишуньской волости Перекопского уезда числилось 32 двора и 184 жителя.
После земской реформы 1890 года Ново-Николаевку отнесли к Воинской волости. Согласно «…Памятной книжке Таврической губернии на 1892 год», в деревне Ново-Николаевке, составлявшей Ново-Николаевское сельское общество, было 117 жителей в 31 домохозяйстве. По «…Памятной книжке Таврической губернии на 1900 год» в Ново-Николаевке числилось 162 жителя в 50 дворах. На 1914 год в селении действовала земская школа. По Статистическому справочнику Таврической губернии. Ч.II-я. Статистический очерк, выпуск пятый Перекопский уезд, 1915 год, в деревне Ново-Николаевка Воинской волости Перекопского уезда числилось 35 дворов (31 двор с землёй, 4 — безземельные) с русским населением в количестве 280 человек приписных жителей и 40 «посторонних», из которых 151 мужчина и 169 женщин. Жители владели 960 десятинами удобной земли. В хозяйствах имелось 77 лошадей, 8 волов, 51 корова и 43 головы мелкого скота.
После установления в Крыму Советской власти, по постановлению Крымревкома от 8 января 1921 года № 206 «Об изменении административных границ» была упразднена волостная система, Перекопский уезд переименовали в Джанкойский, в котором был образован Ишуньский район, в состав которого включили село, а в 1922 году уезды получили название округов. 11 октября 1923 года, согласно постановлению ВЦИК, в административное деление Крымской АССР были внесены изменения, в результате которых округа были отменены, Ишуньский район упразднён и село вошло в состав Джанкойского района. Согласно Списку населённых пунктов Крымской АССР по Всесоюзной переписи 17 декабря 1926 года, в селе Ново-Николаевка, Воинского сельсовета (в котором село состояло до образования Орловского) Джанкойского района, числилось 69 дворов, из них 67 крестьянский, население составляло 310 человек, из них 288 русских, 9 украинцев, 8 татар, 4 еврея, 1 белорус, действовала русская школа. Постановлением ВЦИК от 30 октября 1930 года был восстановлен Ишуньский район и село, вместе с сельсоветом, включили в его состав. Постановлением Центрального исполнительного комитета Крымской АССР от 26 января 1938 года Ишуньский район был ликвидирован и создан Красноперекопский район с центром в посёлке Армянск (по другим данным 22 февраля 1937 года).
С 25 июня 1946 года Новониколаевка в составе Крымской области РСФСР, а 26 апреля 1954 года Крымская область была передана из состава РСФСР в состав УССР. На 1968 год Новониколаевка входила в состав Братского сельского совета, 1971 года — в составе Орловского. По данным переписи 1989 года в селе проживало 616 человек. С 12 февраля 1991 года село в восстановленной Крымской АССР, 26 февраля 1992 года переименованной в Автономную Республику Крым. С 21 марта 2014 года в составе Крыма аннексирована Россией.